# دیوید توزادزه
دیوید تِوْزادْزه (گرجی: დავით თევზაძე؛ زادهٔ ۳۰ ژانویه ۱۹۴۹)یک مقام ارشد نظامی گرجی است که به عنوان وزیر دفاع گرجستان فعالیت می‌کرد.

## زندگی و فعالیت‌ها
توزادزه در شهر آبخازی نشین سوخومی گرجستان در خانواده ای گرجی متولد شد. وی در سال ۱۹۷۱ از دانشکده فلسفه دانشگاه دولتی تفلیس (TSU) و در سال ۱۹۷۸ از انستیتوی زبانهای خارجی فارغ‌التحصیل شد. وی دارای مدرک دکترااست. توزادزه در انستیتوی فلسفه آکادمی علوم گرجستان سالهای زیادی تاریخ فلسفه و منطق ریاضی تدریس می‌کرد. وی همچنین به ورزش‌های رزمی علاقه داشت و از بنیانگذاران و اولین رئیس فدراسیون کاراته گرجستان در سال ۱۹۸۹ بود.